# Christian Ingerslev Baastrup
Christian Ingerslev Baastrup (* 24. Januar 1885 in Kopenhagen; † 1950 ebenda) war ein dänischer Radiologe aus Kopenhagen, nach dem der Morbus Baastrup, ein von ihm im Jahr 1932 beschriebenes Rückenleiden, benannt ist.

## Leben
Christian Ingerslev Baastrup war der Sohn von Christiane Margrethe und dem Weinhändler Carl Lauritz Baastrup aus Ingerslev (Gemeinde Rougsø im Amt Århus). Er besuchte die Borgerdydskolen in Kopenhagen und machte 1909 an der Universität Kopenhagen seinen Studienabschluss in Medizin. Nach seiner Ausbildung in verschiedenen Krankenhäusern und seiner Arbeit als Assistenzarzt in der Hals-Nasen-Ohren-Heilkunde und der Augenheilkunde, war er von 1911 bis 1913 Assistent in der Radiologischen Klinik des Rigshospitalet. Seit 1912 gehörte er zu der Klinik von Professor Lorentzen. Anschließend arbeitete er in den Radiologischen Kliniken des Kommunehospitalet und des Bispebjerg-Hospitals in Kopenhagen, wo er 1922 Chefarzt der Röntgenabteilung und 1935 leitender Arzt wurde.
Baastrup nahm an einer Vielzahl von internationalen radiologischen Kongressen teil und war Mitarbeiter der Fachzeitschrift Acta radiologica. Er war 1919 Mitbegründer der Nordisk Forening for Radiologi in Oslo und initiierte ein medizinhistorisches Museum, dem er eine der größten und vollständigsten Sammlungen historischer Röntgen-Apparaturen vermachte. Er war Mitglied der Deutschen Röntgengesellschaft und Membre titulaire der Société de Radiologie médicale de France.
Baastrup war mit Unni Krog aus Bergen (Norwegen) verheiratet. Er wird als warmherziger, hilfsbereiter Mann beschrieben, mit Erfindergeist in seinem Fachgebiet. Er war ein produktiver Autor.